# Tony Clarke
Tony Clarke, egentligen Anthony Richard Clarke, född 6 september 1963 i Northampton, är en brittisk politiker, numera oberoende, tidigare Labour. Han var parlamentsledamot för valkretsen Northampton South från valet 1997 till 2005. Dessförinnan var han lokalpolitiker i Northampton.